# Club Atlético Huracán (Tres Arroyos)
El Club Atlético Huracán, más conocido como Huracán de Tres Arroyos, es un club deportivo argentino de la ciudad de Tres Arroyos, en la provincia de Buenos Aires, cuya actividad principal es el fútbol donde participa de la Liga Tresarroyense. Fue fundado el 3 de enero de 1923. Actualmente participa en el Torneo Regional Federal Amateur.
Durante la temporada 2004/05 compitió en la máxima categoría del fútbol argentino, luego de haber conseguido el tercer ascenso de la temporada por medio de la promoción en una excelente campaña, donde terminó en primer lugar en la tabla general de la Primera B Nacional 2003/04. Registra el hecho histórico de haber logrado este ascenso con la misma base de jugadores desde el Torneo Argentino B, con futbolistas como Claudio García (máximo goleador del club) y la destacada participación del dirigente Roberto Lorenzo Bottino.

## Historia

### Fundación
El día 3 de enero del año 1923 en la Biblioteca Pública Sarmiento en la ciudad de Tres Arroyos se realiza una reunión de jóvenes que se habían separado por distintos motivos del Club Atlético Costa Sud de esta misma ciudad y así constituyen una entidad deportiva con el nombre de “Huracán”, cuyo nombre e insignia homenajea a su homónimo de la ciudad de Buenos Aires. Los fundadores de esta institución eran Radicales, de ahí su apodo de "Peludos" en referencia a Hipólito Yrigoyen.
El Club Atlético Huracán no posee un escudo, sino una insignia que lo identifica inequívocamente. La misma, es una réplica a la del Club Atlético Huracán de Parque Patricios, consistente en un globo rojo sobre fondo blanco y se utilizó en su primera camiseta de color blanco. la insignia se encuentra circundada por una inscripción que reza "Club Atlético Huracán - Tres Arroyos". Esta insignia diseñada por el club de Parque Patricios, se inspiró en el globo aerostático del mismo nombre, piloteado por el precursor de la aviación argentina, el ingeniero Jorge Newbery, que cobrara notoriedad a fines de 1909 al realizar una travesía considerada una hazaña para la época, cruzando tres países: Argentina, Uruguay y Brasil. Dicha insignia fue adoptada por innumerables instituciones homónimas a lo largo y ancho del país, e incluso en el exterior, las cuales tuvieron nacimiento inspiradas en la repercusión y las buenas campañas que conquistaba por ese entonces el Huracán de Parque Patricios.
La bandera que identifica al club fue creada el 13 de junio de 1923. El encargado fue el Sr. Daniel Alonso, la misma que hasta hoy flamea en las instalaciones del club, y se encomienda a los asociados Hugo Cravacuore, Egidio Naveyra y Roberto Gaztanaga para confeccionar el primer Estatuto.
 Fundadores 
- Presidente: Norberto A. Poujol
- Vice Presidente: Isauro Iglesias
- Secretario: Egidio Naveyra
- Pro Secretario: Fernando Escujuri
- Tesorero: Daniel Alonso
- Pro Tesorero: José Araujo
- Vocales: Federico S. Sequeira, Julio A: Naveyra, José Di Giano, Raúl Sáenz López, Ismael Del Potro.

Obtuvieron las tierras donde hoy se encuentra el complejo gracias a la donación de don Juan Bautista Istilart y con un eslogan convocante, llamando a "un ideal en marcha", armaron un club que empezó a participar con éxito en distintos deportes.

### Inicios en el fútbol de Tres Arroyos
Inmediatamente comenzó a impulsar la formación de la Liga Regional Tresarroyense de fútbol y desde entonces comenzó a participar en todos los torneos, siendo hasta la actualidad, por amplia diferencia, el mayor ganador de torneos oficiales de Primera División en toda la historia y un récord de 52 fechas invicto entre 1966 y 1969.
En 1926, el club estuvo directamente afiliado a la Asociación Argentina de Football por un período efímero.
Huracán durante los años 1927 Y 1928 permaneció invicto a través de 33 partidos disputados frente a equipos locales (ganó su primer título local en 1928), de Bahía Blanca, Necochea y de otras ciudades de la Provincia de Buenos Aires. Conquistó 88 goles a favor y 22 en contra, perdiendo el invicto frente a El Nacional de Tres Arroyos.
En marzo de 1932 Huracán se retiró de la liga local por considerar que no se permitía la intervención de clubes de la zona. Así Huracán con Independiente y Sportivo de San Cayetano, más Cascallares F.C. y Copetonas constituyeron la Liga Regional del Sur y el primer campeonato fue ganado por Huracán. Después de un par de años volvió a la Liga Tresarroyense.
La historia de Huracán, tiene un lado ajeno al fútbol ya que es uno de los pocos que sufrió la desaparición de un jugador durante la Dictadura de 1976-1983. Su nombre era Carlos Rivada, un delantero rápido, que una noche de 1976 fue capturado por las fuerzas militares. Todo el plantel lo esperaba para festejar un triunfo sobre un equipo en un regional, pero jamás apareció.
Huracán desde 1974 Hasta 1984 contó con figuras que le dieron muchas alegrías a nivel local y provincial entre ellos estaban Justo Bartolomé Flores, Jorge Férez, Miguel Fernández, José Ramón Palacio (Padre de Rodrigo Palacio), José Alonso, Hugo Tenaglia, Alejandro Barberón (Después jugó en Independiente, Boca Juniors y en Colombia), Claudio Pandolfo, entre otros. Huracán en la década del '70 comenzó a participar en los regionales de clubes, pero todavía no podía afirmarse.
A principios de los '90 Huracán produce una nueva eclosión en el fútbol tresarroyense armando un equipo de categoría para un proyecto ambicioso con Hugo Zerr como técnico y jugadores como Starópolis, Mario Marcelo, Miguel Fernández Oviedo, los hermanos Domínguez, Néstor "El Pela" Di Luca (Años más tarde siguió en clubes como Independiente, Huracán de Parque Patricios y Universidad de Chile), Franklin Martínez y el chaqueño Bermegui, entre otros. Este equipo conquistó varios títulos locales y comenzó a participar del Torneo del Interior (Brindaba el derecho a su ganador a jugar en el recién creado Torneo Nacional B), llegando a instancias finales perdiendo la final provincial con Aldosivi de Mar del Plata, pero produciendo una gran campaña.
Huracán volvió en 1994 (tras cuatro temporadas de ausencia) a participar del Torneo del Interior, con una derrota ante Azul y la posterior eliminación luego de una serie de partidos donde fue encontrando su ritmo. Luego la campaña de 1995 con Barberón como técnico, donde tampoco se llegó, pero se estaba por escribir la etapa más gloriosa del club.

### Regreso a la AFA
En 1998, Huracán puso en marcha la ilusión del Torneo Argentino B. En esta temporada ascendió del Torneo Argentino B al Torneo Argentino A. Después de cuatro fases se ganó este torneo luego de que el 21 de marzo de 1999 saliera a jugarse la clasificación a la última instancia al golear a Yerbatero de Posadas por 4 a 1. Este equipo tenía jugadores como, Roberto Smidt, Jorge Flores, Juan Godoy, Damian Benedetti, José Valverdi, Franklin Martínez, Claudio González, Ariel Díaz, Néstor Loustou, Julio Del Negro, Edgar Baiza, Mario Espinosa, Ignacio Álvarez Castillo y los históricos de siempre, Marcos e Iván Dragojevich, Máximo Di Croce, Gustavo Guevara, Claudio Quintana, Jorge Izquierdo, Claudio García y dirigidos por Hugo Tenaglia.

### El ascenso a Primera División
En la temporada 2000-2001 ganó el Torneo Argentino A (también dirigidos por Hugo Tenaglia) al vencer por 2 a 0 a Cultural Argentino de General Pico, con goles de Claudio García y Gustavo Guevara. Así logró el ascenso por primera vez en su historia al Nacional B y tuvo la oportunidad de llegar a la Primera División en 2002 al jugar la promoción contra Lanús de la Primera División (El equipo ya era dirigido por el exfutbolista del Real Madrid y River Plate, Eduardo Anzarda), perdiendo 2 a 1 (Claudio García - Romero y López) de local en partido jugado en Buenos Aires en el estadio de Platense a 500 km de Tres Arroyos, por decisión de autoridades de la AFA le quitaron la localia argumentando que el estadio de Huracán no tenía nivel de Primera División, y luego en el partido de vuelta, empató 1 a 1 (Hoyos - Claudio García) en Lanús de visitante.
Esa oportunidad se volvió a dar en 2004, cuando luego de quedar primero en la tabla general perdió la final contra Almagro, luego de perder 2:0 de visitante y ganar 2:0 de local en la definición por penales cayó 4:3.
Eso le significó jugar por segunda vez la promoción y otra vez de local fuera de su ciudad, esta vez en el estadio Mundialista de Mar del Plata, ganando por 2 a 1 con goles de Claudio García y Ezequiel Miralles ante Atlético Rafaela de la Primera División y sorprendiéndolo en su casa, el 4 de julio, al vencer 3:2 (goles de Galván e Izquierdo -2-) y así se clasificó por primera vez en su historia a la Primera División.
Consiguieron este ascenso jugadores como Néstor Lotartaro, Daniel Gómez, Maximiliano Nataliccio, Javier Malagueño, Leonardo Estévez, Ezequiel Miralles, Rodrigo Palacio (Jugó solo el Apertura de esta temporada), Gabriel Horacio González, Cristian Galván, Niltón Pardal, Fabio D' Alessandro, Juan Scagnetti, Nahuel Santos, Martín Aguirre, Leonardo Gómez, Javier Elizondo y por supuesto los históricos de siempre nombrados anteriormente (Guevara, García, Izquierdo, Quintana, Marcos e Iván Dragojevich y Di Croce). El DT fue Eduardo Anzarda y el Preparador Físico Diego Cinello.
| 30 de junio de 2004 | Huracán de Tres Arroyos                    | 2:1 | Atlético Rafaela  | Estadio José María Minella, Mar del Plata                 |                                                           |
|                     | Claudio García 25' · Ezequiel Miralles 75' |     | 55' Fabián Césaro | Asistencia: 11.000 espectadores Árbitro(s): Gustavo Bassi | Asistencia: 11.000 espectadores Árbitro(s): Gustavo Bassi |

| 4 de julio de 2004 | Atlético Rafaela                     | 2:3 | Huracán de Tres Arroyos                                        | Estadio Nuevo Monumental, Rafaela                          |                                                            |
|                    | Darío Gandín 10' · Emanuel Villa 27' |     | 7' Cristian Galván · 58' Jorge Izquierdo · 69' Jorge Izquierdo | Asistencia: 16.000 espectadores Árbitro(s): Gabriel Favale | Asistencia: 16.000 espectadores Árbitro(s): Gabriel Favale |

En Primera División tuvo partidos memorables como su victoria en el clásico ante Olimpo de Bahía Blanca por 2:1, el empate de visitante en su primer partido 1:1 contra Estudiantes de La Plata, los empates como local ante San Lorenzo, Racing y River y el partido en que dominó ampliamente a Boca en la Bombonera, aunque terminó perdiendo 2:1.

### Retorno al ascenso
Al finalizar la temporada 2004-2005 descendió de la Primera División al Nacional B. De regreso en la segunda división del fútbol argentino, las actuaciones de los equipos no fueron muy buenas y en el 2007 descendió del Nacional B al Torneo Argentino A, donde compitió hasta 2012 ya que sumo su 3.er descenso del Torneo Argentino A al Torneo Argentino B.
Ya sin Claudio García (se retiró en agosto del 2008), Huracán siguió dando pelea en el Argentino A, después de dos temporadas bastante flojas (en la temporada 2008-2009 terminó en el 20º lugar) y el fin de una nueva era de Hugo Tenaglia como DT, Huracán contrató a Víctor Zwenger en la dirección técnica, sumado a varias incorporaciones, muchos jugadores nacidos en el club, conquistó una buena campaña en la temporada 2009-2010, después de un incidente con la dirigencia del club, Víctor Zwenger, dejó la dirección técnica y asumió como nuevo DT Luis Murúa, el exentrenador que hizo una gran campaña con Santamarina de Tandil, logró aceptables resultados.
Luego llegó Fabián Sánchez, que logró clasificar al equipo al Nonagonal Final del Argentino A de la temporada 2010-2011, pero no tuvo buenos partidos en este reducido y dejó el cargo. Después de un corto interinato de Leonardo Estévez, asumió como DT Nicolás Russo, para afrontar la temporada 2011-2012 del Torneo Argentino A. A mediados de noviembre de 2011 el gerenciador del fútbol profesional Román Posanzini comentó que después de algunos desacuerdos con Nicolás Russo decidió dar un paso al costado y que Leonardo Estévez se hará cargo del equipo profesional.
En la temporada 2011-2012, tuvo una campaña mediocre en la primera fase, aunque quedó solo a 4 puntos de clasificarse a la segunda fase y tuvo que jugar la fase reválida del Torneo Argentino A, en la que hizo una muy mala campaña (solo sumó 2 puntos en 6 partidos) y se consumó su descenso al Torneo Argentino B.
La temporada 2012-2013 tuvo a Huracán de regreso en el Argentino B, donde en la primera etapa del torneo tuvo como técnico a Víctor Zwenger, y la segunda etapa, estuvo bajo la dirección técnica de Mario Rizzi (ídolo como futbolista de San Lorenzo de Almagro y conquistó ascensos con varios clubes como DT), el equipo tuvo buenos partidos sobre todo en la primera fase, donde terminó en el segundo lugar, clasificando a la segunda, pero en esta parte se hicieron sentir los problemas, sobre todo dirigenciales, y no pudo llegar más lejos. Luego de este torneo el DT se alejó del club y desde ese momento fue incierta la participación en el próximo torneo. Después de varios encuentros con empresarios para que puedan traer los fondos necesarios, no se pudo llegar a un acuerdo entre estos y los dirigentes y así, en la noche del 5 de agosto de 2013, en una reunión realizada en instalaciones del club entre la dirigencia, socios y simpatizantes se decidió que Huracán no participara del próximo Torneo Argentino B, luego de 15 temporadas consecutivas en torneos de AFA.

### Actualidad
En el año 2015, volvió a participar en un torneo de AFA, el Torneo Federal C. Repitió la participación en el Torneo del 2017, en ambos campeonatos fue eliminado en la primera rueda de la fase final.
Actualmente está disputando el Torneo Regional Federal Amateur 2023/2024.

### Personajes destacados de la historia del club
Roberto Lorenzo Bottino 
Nacido el 25 de abril de 1923, fallecido el 16 de septiembre de 2005. Fue presidente del club de 1959 a 1960, y colaborador inagotable con este club durante toda su vida. El estadio del club, recibe su nombre en honor a él. Roberto L. Bottino ha dedicado su vida a sus dos pasiones, el Fútbol y Huracán de Tres Arroyos. De este modo se ha erigido como el símbolo, el emblema de fútbol Huracanofilo. De su mano el Club logró conformar equipos que enorgullecieron primero a toda la ciudad, después a todo el sur bonaerense y a todo su país. Desde los años 50 integró la Comisión Directiva del Club. En ocasión del 75 Aniversario del club, y de manera de retribuirle, aunque sea en parte, lo hecho por la institución, fue declarado socio Honorario de la institución. El 16 de septiembre de 2005 dejó de existir y hoy sus restos descansan en la cancha que lleva su nombre.
 Claudio García 
Nació el 15 de febrero de 1970 en Energía, Provincia de Buenos Aires. Comenzó su carrera en Huracán de Necochea, también jugó en Santamarina de Tandil, Aldosivi de Mar del Plata, Brown de Arrecifes y en el Real Jaén de España, entre otros, pero se destacó jugando para Huracán de Tres Arroyos donde es considerado para algunos el mejor jugador de la historia de este club, donde jugó 425 partidos y convirtió 285 goles, en el resto de los clubes donde jugó son cerca de 680 partidos jugados con casi 400 goles. Es el máximo goleador de la B Nacional desde el año 2001 en adelante. Se retiró el 17 de agosto de 2008, en un partido homenaje que se jugó en el estadio Roberto Lorenzo Bottino. En noviembre de 2012 la dirigencia de Huracán analizo el posible regreso como futbolista para afrontar el Torneo Argentino B, pero al final no se concretó. 
Sus goles en Huracán:
- Torneos locales: 125 goles en 134 partidos (promedio 0,93 por partido).
- Regional 94: 7 goles en 4 partidos (1,75).
- Argentino B: 35 goles en 34 partidos (1,03 por partido).
- Argentino A: 43 goles en 66 partidos (0,65 por partido).
- Nacional B: 72 goles en 159 partidos (0,45 por partido).
- Primera División (Todos en promoción): 3 goles en 28 partidos (0,11 por partido).
- Total: 285 goles en 425 partidos (0,67 por partido).

 Jorge Izquierdo 
Nació el 6 de abril de 1974 en Tandil, provincia de Buenos Aires. Se inició en el Club Independiente de Tandil, luego tuvo un paso por Estudiantes de La Plata. Pero su mejor rendimiento y las mejores campañas las realizó en Huracán de Tres Arroyos (llegó al club en el año 1998 y permaneció en el hasta 2004) jugando en la posición de enganche. Gracias a sus dos famosos goles logró el ascenso a la Primera División del fútbol Argentino, al ganarle por 3 a 2 en el partido de vuelta de visitante a Atlético Rafaela.
Posteriormente pasó por Talleres de Córdoba, Guillermo Brown de Madryn, Junior de Barranquilla (Colombia), Técnico Universitario de Aucas (Ecuador), Aragua FC (Venezuela), Santamarina de Tandil y finalizó en el club donde inició su carrera futbolística, Independiente de Tandil.

## Instalaciones
La sede social, secretaría y el estadio de fútbol, se ubica en la calle Suipacha 351 de Tres Arroyos. También en este predio se encuentra el Gimnasio de básquet "Mario J. Pérez", el Gimnasio "Gigante Antonio Vizzolini", utilizado para Patinaje artístico, Hockey sobre patines, shows y espectáculos artísticos con capacidad para 4.000 espectadores, dos canchas cubiertas para la práctica de paddle, dos canchas de bochas cubiertas, la cancha de Pelota paleta cubierta "Luis A. Vizzolini", Sala de ajedrez, tres canchas de tenis, piletas de natación, pensión para deportistas del club, gimnasio, quincho, fogón-salón comedor y dos bufets. Además en un predio muy cercano al estadio se encuentra la cancha auxiliar de fútbol, utilizada para entrenamiento y partidos de divisiones inferiores.
En el campo de deportes de Ruta Nro. 228 y Avenida Monteagudo se encuentra la cancha de Hockey sobre césped, además de tres canchas de fútbol, vestuarios, juegos para niños, house y salón de fiestas.
Sede social:
- Ubicación: Suipacha 351
- TE / Fax: 54-2983-427020 ó 54-2983-355330

Estadio de fútbol:
- Ubicación: Suipacha 351
- TE / Fax: 54-2983-427020

Cancha auxiliar de fútbol
- Ubicación: Calle Falucho y vías FF.CC.

Complejo Polideportivo:
- Ubicación: Av. Monteagudo y Ruta Nac. Nro. 228

### Estadio
El Estadio de fútbol "Roberto Lorenzo Bottino", re-inaugurado el 27 de febrero de 2005, cuenta con capacidad para 10.000 espectadores. Las dimensiones del campo de juego son de 100,55 x 75,41 metros.
El 24 de enero de 1969 el estadio encendió sus luces por primera vez y de esta manera se jugó el primer partido nocturno. Para celebrar el acontecimiento Huracán disputó un partido con Estudiantes de La Plata que venía a estrenar el título de Campeón del Mundo 1968 tras ganarle al Manchester United inglés. El partido terminó 2 a 0 a favor de los platenses.
El estadio lleva el nombre del dirigente que más alegrías le dio al club y que además fue el principal responsable de su remodelación a principios de los '90. 
 Partido Inaugural 
| 27 de febrero de 2005 | Huracán de Tres Arroyos | 0:2 | Newell's Old Boys                   | Estadio Roberto Lorenzo Bottino, Tres Arroyos             |                                                           |
|                       |                         |     | Ariel Zapata 5' · Juan Esnaider 78' | Asistencia: 10.000 espectadores Árbitro(s): Carlos Maglio | Asistencia: 10.000 espectadores Árbitro(s): Carlos Maglio |

## Hinchada
La mayoría de la hinchada de Huracán se concentra en la ciudad de Tres Arroyos y en el partido homónimo. Tiene una peña en la ciudad de Mar del Plata que se llama "Adolfo Luna". La vieja barra de Huracán se hacía "Los Pibes del Puente". Actualmente, "La Inmortal" son quienes se encargan de encabezar los cánticos en la tribuna de Avenida Constituyentes, ocupando la parte central de dicha bandeja. También existen Agrupaciones formadas por socios e hinchas donde se los puede ver ayudando al club, entre las más nombrada se encuentra Agrupación "4 de Julio".
Su lista de enemigos y clásicos incluye a equipos de Tres Arroyos, principalmente con El Nacional (uno de los clásicos más antiguos del sudoeste bonaerense) y Quilmes (TA), rivalidad que comenzó con los atrayentes partidos que se daban a finales de los '80 y principios de los '90. También tiene rivalidad con clubes de la zona, Olimpo de Bahía Blanca, Villa Mitre, Aldosivi y Ramón Santamarina.

## Comisión Directiva electa el 7 de febrero de 2025
- Presidente: José Mariano Pérez
- Vicepresidente 1º: Carlos Rodolfo Cornejo
- Vicepresidente 2º: Guillermo G. Barrios
- Secretario: Juan Antonio Cordero
- Pro Secretario: María José Morresi
- Tesorero: Miguel Ángel Tierno
- Pro Tesorero: Mariano Spinelli
- Intendente: Vicente Corrales

- Vocales Titulares:
- María Florencia Barrientos
- Horacio Jaureguibehere
- Juan Agustín Rossi

- Revisores de cuentas titulares:
- Alberto V. Rossi
- Ricardo F. Mayer
- Jorge A. Etchegoyen

## Estadísticas
- Temporadas en Primera División: 1
- Temporadas en Segunda División: 5
- Temporadas en Tercera División: 9
- Mejor puesto en Primera División: 20 (12 Puntos) (Apertura 2004).
- Peor puesto en Primera División: 20 (5 Puntos) (Clausura 2005).
- Mejor puesto en Segunda División: 3 (Clausura 2004) / 1 Tabla General (2003–04).
- Peor puesto en Segunda División: 19 (Clausura 2006) y (Apertura 2006).
- Mejor puesto en Tercera División: 1 (2000-01).
- Peor puesto en Tercera División: 25 (General), (2011-12).
- Máxima goleada a favor en Primera División: Huracán de Tres Arroyos 3-1 Argentinos Juniors.
- Máxima goleada a favor en Segunda División: Huracán de Tres Arroyos 5-0 Independiente (Bolívar) y Huracán de Tres Arroyos 5-0 C.A.I.
- Máxima goleada a favor en Tercera División: Huracán de Tres Arroyos 6-0 Huracán de San Rafael.
- Máxima goleada en contra en Primera División: Argentinos Juniors 5-1 Huracán de Tres Arroyos.
- Máxima goleada en contra en Segunda División: Huracán de Tres Arroyos 1-6 Olimpo (Bahía Blanca), Huracán de Tres Arroyos 1-6 Loma Negra (Olavarría) y Huracán de Tres Arroyos 1-6 Unión de Santa Fe.
- Máximo goleador en Primera División: Jeremias Caggiano con 16 goles (2004–05).
- Máximo goleador en Segunda División: Claudio García con 72 goles (2001–02), (2002-03), (2003-04), (2005-06) y (2006-07).

### Ascensos y descensos
- 1998 - Liga de Origen (Liga Tresarroyense) - Clasificación a Torneo Argentino B.
- 1999 - Torneo Argentino B - Ascenso a Torneo Argentino A.
- 2001 - Torneo Argentino A - Ascenso a Primera B Nacional.
- 2004 - Primera B Nacional - Ascenso a Primera División.
- 2005 - Primera División  - Descenso a Primera B Nacional.
- 2007 - Primera B Nacional - Descenso a Torneo Argentino A.
- 2012 - Torneo Argentino A - Descenso a Torneo Argentino B.
- 2013 - Torneo Argentino B - Descenso a Liga de Origen (Liga Tresarroyense), (Por decisión dirigencial).
- 2014 - Liga de Origen (Liga Tresarroyense) - Clasificación a Torneo Federal C 2015.
- 2016 - Liga de Origen (Liga Tresarroyense) - Clasificación a Torneo Federal C 2017.
- 2021 - Liga de Origen (Liga Tresarroyense) - Clasificación a Torneo Regional Federal Amateur 2021.
- 2022 - Liga de Origen (Liga Tresarroyense) - Clasificación a Torneo Regional Federal Amateur 2022.
- 2023 - Liga de Origen (Liga Tresarroyense) - Clasificación a Torneo Regional Federal Amateur 2023-24.

## Campañas en Torneos Nacionales
- Anexo:Campañas del Club Atlético Huracán de Tres Arroyos

## Uniforme
El uniforme de Huracán (TA) toma como base para su diseño los colores de su insignia, el globo aerostático rojo y blanco.
- Uniforme titular: Camiseta blanca, pantalón blanco, medias blancas.
- Uniforme alternativo: Camiseta roja, pantalón rojo, medias rojas.

| Titular | Alternativo |

Curiosidades
El uniforme de Huracán no ha sufrido grandes modificaciones a lo largo de su historia. Sin embargo en su etapa en Primera División, la empresa Atlantic Sport's, lanzó como tercer camiseta, una de color negro. También en la temporada 2009/10, la firma Ultra, fabricó otra rareza, una camiseta de color azul.
| 2004/05 | 2009/10 |

Indumentaria y patrocinador
| Período       | Proveedor        |
| ------------- | ---------------- |
| 1989-1990     | Topper           |
| 1994-1997     | Uhlsport         |
| 1998-1999     | D-Tap            |
| 1999-2001     | Mebal            |
| 2001-2002     | Dana             |
| 2002-2003     | Cat's            |
| 2003-2004     | Ultra            |
| 2004-2006     | Atlantic Sport's |
| 2007-2009     | Fulvence         |
| 2009-2010     | Ultra            |
| 2010-2011     | Bool             |
| 2011          | Kappa            |
| 2011-2013     | KDY              |
| 2014          | Solo Gol         |
| 2015- 2019    | Ultra            |
| 2019-2022     | Adidas           |
| 2022-Presente | Dana             |

Patrocinador principal
| Período       | Patrocinador                         |
| ------------- | ------------------------------------ |
| 1989-1990     | Agua Marina                          |
| 1990-1992     | La Chavense                          |
| 1993-2000     | Ninguno                              |
| 2000-2003     | La Perseverancia Seguros             |
| 2003-2004     | Compañía Argentina de Semillas (CAS) |
| 2004-2005     | La Perseverancia Seguros             |
| 2005-2007     | Molinos Tres Arroyos                 |
| 2007-2011     | Vial Agro                            |
| 2011-Presente | La Perseverancia Seguros             |

Patrocinador secundario
| Período       | Otro Patrocinador                  |
| ------------- | ---------------------------------- |
| 2001-2002     | Uxell Pinturas (Pantalones)        |
| 2002-2011     | Plusmar (Mangas, espalda)          |
| 2003-2004     | Cereales Tres Arroyos (Espalda)    |
| 2003-2006     | Supermercados Planeta (Pantalones) |
| 2004-2006     | Cruz de Malta (Espalda)            |
| 2008-2009     | Super Vea (Espalda, pantalones)    |
| 2007-2014     | Aiello Maquinarias (Espalda)       |
| 2014-Presente | Mayer Automotores (Pantalones)     |

## Presidentes
| Período     | Presidente            |
| 1923/1924   | Norberto A. Poujol    |
| 1925        | Marcos Maceiras       |
| 1926/1927   | Norberto A. Poujol    |
| 1928/1929   | Ricardo Rudi          |
| 1930        | Hugo Cravacuore       |
| 1931/1932   | Mauricio L. Steimberg |
| 1933/1942   | Antonio Orfano        |
| 1943/1954   | Ricardo Fernández     |
| 1955/1956   | Antonio Vizzolini     |
| 1957        | Mario J. Pérez        |
| 1957        | Isaura J. Iglesias    |
| 1958        | Antonio Vizzolini     |
| 1959/1960   | Roberto L. Bottino    |
| 1961/1962   | Néstor Colantonio     |
| 1963/1976   | Ricardo Fernández     |
| 1977/1990   | Roberto Seghezzo      |
| 1991/1995   | Hugo Aranegui         |
| 1996/1997   | Alberto Rossi         |
| 1998/2002   | Mariano Pérez         |
| 2002/2006   | Alberto Rossi         |
| 2007/2009   | Jorge Etchegoyen      |
| 2009/2010   | José Viejo            |
| 2010/2013   | Alejandro Pérez       |
| 2013/Actual | Mariano Pérez         |

## Jugadores

### Jugadores Históricos
Jugadores destacados en la historia del Club
- Carlos Mitta
- Adolfo Luna
- Juan Carlos Ortega
- Aquiles Olivieri
- Antonio Jose Tiberio
- Renato Berrino
- Juan Domingo "Nino" godoy
- "Tarula" Vásquez
- Carlos Varela
- Juan Domingo "Chachi" Pérez
- Rubén Destéfano
- Reinaldo Renaud
- José Ramón Palacio
- Miguel Fernández
- "Tito" Alonso
- Jorge Rivada
- Hugo Tenaglia
- Alejandro Barberón
- Néstor Di Luca
- Hugo Javier Carrizo
- Franklin Martínez
- Miguel "El Bochi" Abad
- Claudio "El Novillo" García
- Jorge Izquierdo
- Marcos Dragojevich
- Iván Dragojevich
- Máximo Di Croce
- Leonardo Gómez
- Gustavo Guevara
- Claudio Quintana
- Cristian Galván
- Gabriel "El Bibi" González
- Rodrigo Palacio
- Jeremías Caggiano
- Javier Elizondo
- Agustín Marchesin

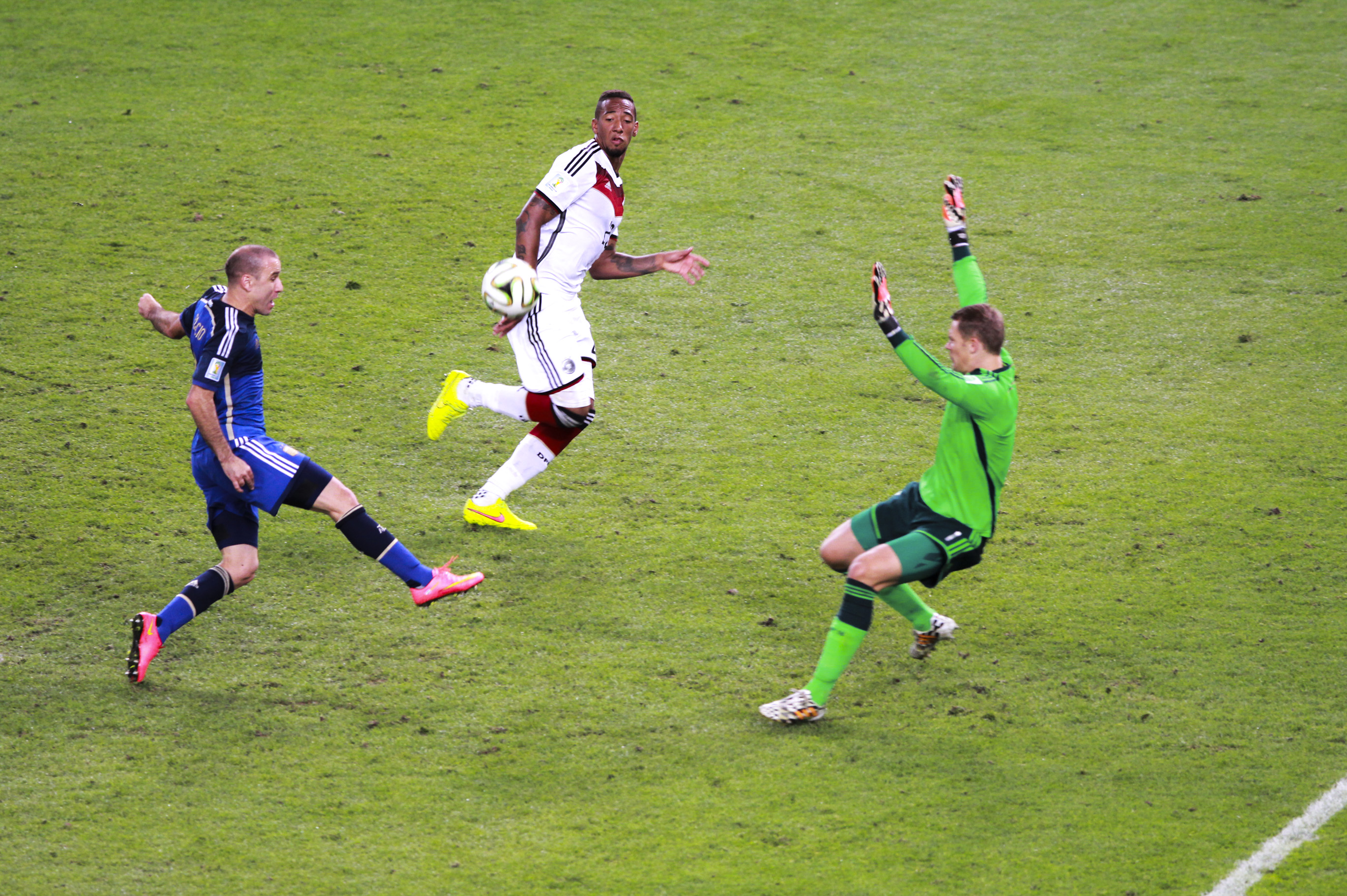
Rodrigo Palacio jugó dos años en Huracán

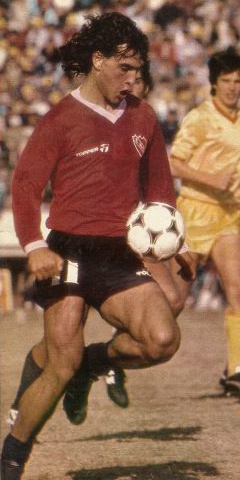
Alejandro Barberón inició su carrera en el club

Máximos Goleadores en Torneos Nacionales

| Jugador         | Goles | Partidos |
| --------------- | ----- | -------- |
| Claudio García  | 160   | 291      |
| Miguel Abad     | 35    | 113      |
| Jorge Izquierdo | 33    | 166      |
| Cristian Galván | 26    | 235      |
| Gustavo Guevara | 24    | 153      |

Máximos Goleadores en Torneos Locales, Regionales y Nacionales

| Jugador            | Goles | Partidos |
| ------------------ | ----- | -------- |
| Claudio García     | 285   | 425      |
| Rubén Destefano    | 164   | 176      |
| Carlos Varela      | 115   | 134      |
| José Palacio       | 110   | 197      |
| José Alonso        | 108   | 80       |
| Tarula Vásquez     | 93    | 74       |
| Ricardo Guerrero   | 87    | 150      |
| Carlos Rivada      | 85    | 137      |
| Juan Francese      | 69    | 88       |
| Alejandro Barberon | 65    | 69       |
| Néstor Di Luca     | 61    | 109      |
| Franklin Martínez  | 59    | 198      |

## Palmarés
Torneos nacionales
- Ascenso a Primera División: 2004[7]
- Torneo Argentino "A" (1): 2000-2001
- Torneo Argentino "B" (1): 1998-1999
- Subcampeón Bonaerense del Torneo del Interior (1): 1989-1990
- Subcampeón Torneo Argentino "A" (1): 1999-2000

Torneos regionales
- Liga Regional Tresarroyense de fútbol (38): 1928, 1934, 1940, 1943, 1955, 1961, 1962, 1965, 1967, 1968, 1969, 1970, 1972, 1973, 1974, 1977, 1978, 1979, 1980, 1981, 1982, 1983, 1984, 1989, 1990, 1991, 1994, 1995, 1996, 1998, 1999, 2005, 2006, 2009, 2011, 2014, 2018, 2022.
- Liga Regional Tresarroyense de fútbol Femenino (4): 2021, 2022, 2023, 2024.
- Liga Regional del Sur (1): 1932
- Torneo Humberto Milanessi (12): 1953, 1956, 1958, 1964, 1965, 1968, 1970, 1972, 1973, 1975, 1977, 1979.
- Torneo Preparación (19):1953, 1956, 1958, 1964, 1965, 1968, 1970, 1972, 1973, 1975, 1977, 1979, 1980, 1982, 1983, 1985, 2006, 2007, 2009.
- Copa Challenger (2): 2018, 2022.

Torneos Amistosos
- Copa Amistad (San Cayetano): 2007.
- Copa Roberto Aiello (5): 2011, 2012, 2014, 2019, 2024.
- Copa Ciudad de Tres Arroyos "140º Aniversario" Femenino: 2024.

## Otras secciones deportivas
Patín artístico:
Con numerosos logros a nivel regional, provincial, y nacional. En el año 2014, la patinadora y ex técnica Manuela López, logró el octavo puesto a nivel internacional, en la copa Filippini, realizada en Italia.
Otras patinadoras destacadas fueron Eugenia Gago (actualmente jugadora de fútbol en el club) y Juana Catalani, quienes formaron parte del seleccionado argentino. 
A lo largo de los años, fueron parte de esta disciplina técnicas de renombre como Silvia Ludueña, Paola Toledo, Guadalupe Fernandez y Erika Mandrini. 
Básquet:
Nació en Huracán en 1927. En 1936 nace la Asociación Tresarroyense, donde Huracán conquistó varios títulos en la historia. En 1987, Huracán intento ingresar al círculo de la Liga Nacional, ante la imposibilidad de contratar extranjeros, trajo a varios jugadores bahienses, que junto a los locales, terminaron resignando sus posibilidades ante Kimberley de Mar del Plata.
Actualmente es uno de los deportes más populares de la institución. El gimnasio donde se desarrolla la actividad lleva el nombre de Mario J. Pérez, expresidente del club y permanente colaborador de esta disciplina por espacio de casi cincuenta años.
Pelota paleta:
El logro más importante de Huracán en Pelota paleta fue en 1989, cuando se consagró campeón provincial de Primera División, merced a la representación de los profesionales Laguerre-Romano.
 Hockey sobre patines:
Esta disciplina se practicó entre 1960 y 1995, en el 2011, esta actividad volvió a la institución. En 1962 Huracán se afilió a la Federación Marplatense, pero abandono en esa misma temporada. En 1978 se comienzan a disputar los torneos oficiales, tras la creación de la Liga Tresarroyense. Huracán conquistó los títulos de 1979, 1983, 1988, 1989, 1991, 1993 y 1994.
En 1990 la asociación local tuvo el honor de organizar el campeonato sudamericano. El estadio de Huracán brillo durante una semana. Este fue el evento deportivo más importante disputado y organizado en Tres Arroyos.
En la actualidad un grupo de entusiastas exjugadores de Hockey sobre patines están trabajando para retomar la actividad luego de casi 15 años desde que se produjo el último partido oficial en la ciudad.
A partir de la llegada a la ciudad de Pedro Dalla Zanna, se pudo armar un interesante grupo de competencia que incluso disputó un partido en Capital Federal frente al campeón Metropolitano San Lorenzo de Almagro. En la actualidad el equipo de primera división, se encuentra disputando la Liga Nacional A2, contra equipos de renombre de las provincias de Mendoza y San Juan.
 Bochas:
Desde 1949 la disciplina bochófila está organizada a nivel local.El jugador más destacado que ha tenido la institución es Antonio Cángaro, quien salió campeón argentino en el año 1952. Otros jugadores destacados en la historia son César Alfonso Colantonio, Luciano Bardelli, Domingo Morresi, Alberto J. Cabrera, Pablo Jaureguibehere y Guillermo Barrios. El primero de ellos es uno de los más grandes jugadores que dio el país, llegó a jugar un mundial de Bochas en el  Luna Park. El segundo es la figura local de los últimos tiempos, fue campeón argentino en 1998 en Córdoba y campeón Sudamérica de terceros en 1999 en Mar del Plata. El sector donde se ubican las dos canchas de bochas, con piso sintético, lleva el nombre de Raúl Sabatini por su destacada trayectoria como dirigente de la institución en esta disciplina. En 2022 se consagró campeón provincial en modalidad individual el jugador Martín Aristáin, jóven bochófilo que vive un gran presente y un posee un promisorio futuro.
 Hockey sobre césped:

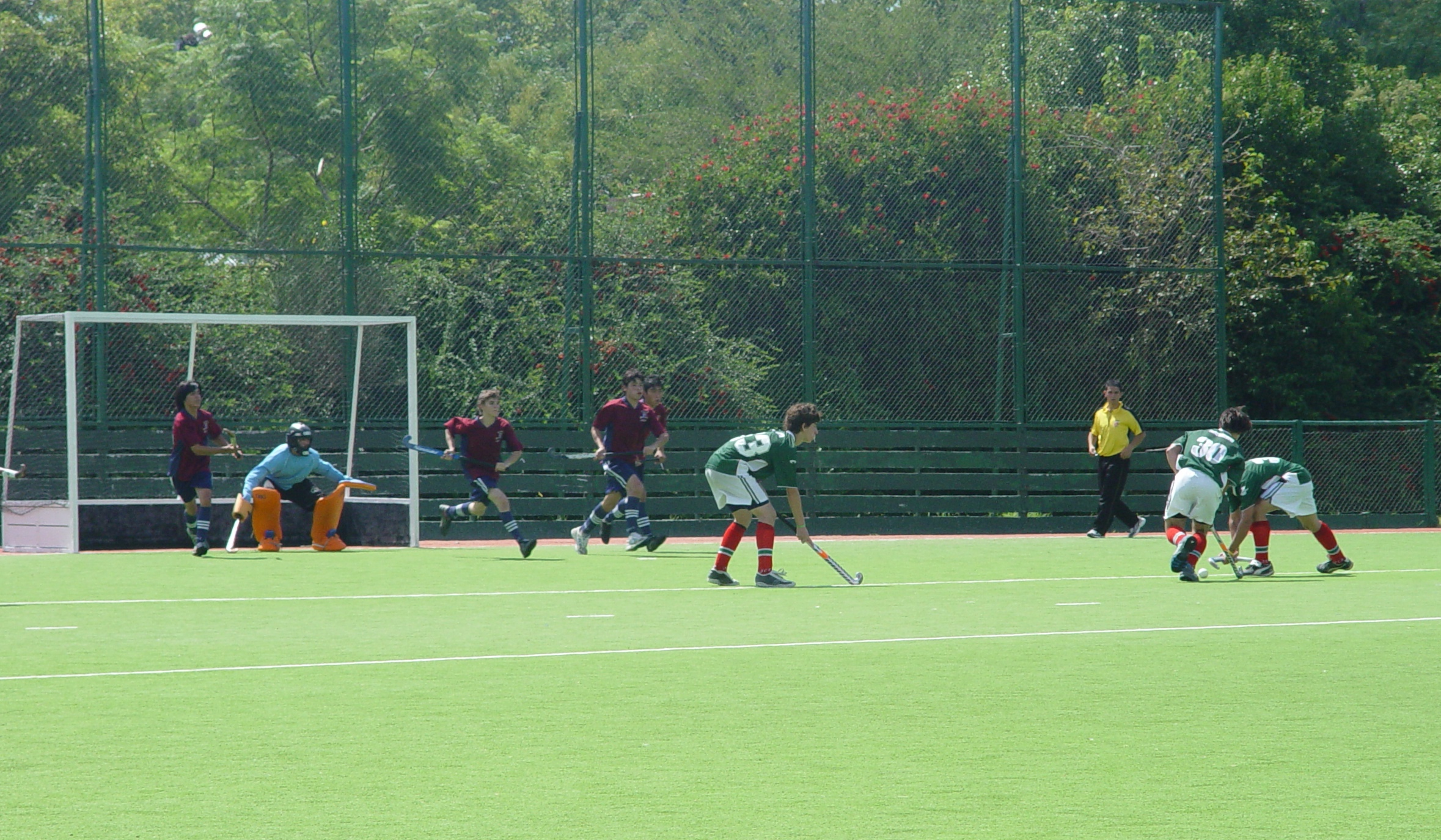
Hockey sobre Césped

El hockey sobre césped tiene alrededor de diez años en este club. A partir del 2011 la sub 16, diridida por Sebastián Roppel, salió subcampeona en el torneo  "B" dependiente de la Asociación Bahiense de Hockey (ABH); además la goleadora del mismo Eliana de Sabato, jugadora de Huracán.
Esta disciplina es la que mayor crecimiento ha tenido en los últimos años. Actualmente posee todas las categorías y participa en la Liga Regional Tresarroyense de Hockey sobre cesped. El coordinador general en la parte técnica es el Sr. Arturo Montequín.
Fútbol senior
El club actualmente ha organizado y participa en la Copa Nacional de Tres Arroyos 2021 para mayores de 35 años.
 Otros deportes 
- Tenis
- Padel
- Natación
- Canasta
- Ajedrez
- Pesca deportiva